# ساوت هیل (نیویورک)
ساوت هیل (به انگلیسی: South Hill) یک منطقهٔ مسکونی در ایالات متحده آمریکا است که در شهرستان تامپکینز، نیویورک واقع شده‌است. ساوت هیل ۱۵٫۵ کیلومتر مربع مساحت و ۶٬۶۷۳ نفر جمعیت دارد و ۲۳۷ متر بالاتر از سطح دریا واقع شده‌است.